# Télémétrie fugitive
Télémétrie fugitive (titre original : Fugitive Telemetry) est un roman court de science-fiction de l'écrivain américain Martha Wells, paru en 2021 puis traduit en français et publié en 2021. Il est le sixième livre de la série Journal d'un AssaSynth mais se déroule chronologiquement entre les quatrième et cinquième tomes, à savoir entre Stratégie de sortie et Effet de réseau.
Télémétrie fugitive a remporté le prix Locus du meilleur roman court 2022.

## Résumé
AssaSynth est une SecUnit qui vit désormais en citoyen libre dans la station de transit de Préservation. À la suite de la découverte d'une personne visiblement assassinée, le docteur Mensah, cheffe du conseil de l'Alliance de Préservation, confie l'enquête qui en découle à la cheffe de la sécurité de la station, Indah, et demande à AssaSynth de se joindre à elle.
En se faisant aider par le bot d'un hôtel destiné aux visiteurs de la station, AssaSynth découvre que la personne assassinée s'appelait Lutran et qu'elle était en lien avec le vaisseau de transport Lalow actuellement arrimé au hub de transit de la station.
Un bot appelé Balin arrive à forcer le sas d'entrée du Lalow, permettant à AssaSynth d'y pénétrer. Elle se fait immédiatement attaquer par cinq personnes qu'elle arraisonne assez facilement. Une fois interrogés, les cinq captifs dévoilent qu'ils ont pris part à une exfiltration d'esclaves depuis la corporation minière appelée BreharWallHan. Leur contact dans la station était Lutran, qui devait récupérer les esclaves afin de les faire transiter ailleurs. Son meurtre laisse penser que ces esclaves sont toujours quelque part dans la station. En infiltrant les systèmes informatiques de la station, AssaSynth découvre qu'ils se trouvent dans un module de stockage dont les réserves en air ne permettent leur survie que pour un jour de plus. La SecUnit récupère toutes les vidéos du système de surveillance de la station mais l'absence de toute image relative au meurtre la laisse penser que les systèmes informatiques de la station ont été piratés et les vidéos falsifiées.
AssaSynth et Indah décident de tendre un piège au pirate informatique. Mais c'est la SecUnit qui est piégée : une grue s'effondre sur elle et elle ne doit sa survie qu'à ses capteurs ultra-performants et ses capacités physiques exceptionnelles. Ayant éliminé toute possibilité qu'un humain soit à l'origine du piratage informatique, la SecUnit étend son enquête aux différents bots de la station et découvre que Balin, le bot des autorités portuaires, est en fait un ancien bot de combat camouflé qui a été reprogrammé par les propriétaires de BreharWallHan. AssaSynth l'affronte physiquement et, alors que l'issue du combat semble incertaine, il est soudainement aidé par tous les bots de la station qui ne supporte pas la reprogrammation d'un des leurs. La victoire devenant impossible pour Balin, le bot choisit de se désactiver.
L'enquête étant résolue et les esclaves sauvés, Indah verse un salaire à AssaSynth et lui propose de venir travailler avec eux la prochaine fois que la sécurité de la station sera compromise. L'idée ne semble pas déplaire à la SecUnit.

## Éditions
- Fugitive Telemetry, Tor, 27 avril 2021, 168 p.  (ISBN 978-1-250-76537-6)
- Télémétrie fugitive, L'Atalante, coll. « La Dentelle du cygne », 19 août 2021, trad. Mathilde Montier, 139 p.  (ISBN 979-10-360-0084-3)